# نووی شالدورف-سدلشوویتسه
نووی شالدورف-سدلشوویتسه (به چکی: Nový Šaldorf-Sedlešovice) یک منطقهٔ مسکونی در جمهوری چک است که در ناحیه زنویمو واقع شده‌است. نووی شالدورف-سدلشوویتسه ۸٫۴۴ کیلومتر مربع مساحت و ۱٬۰۳۲ نفر جمعیت دارد و ۲۱۳ متر بالاتر از سطح دریا واقع شده‌است.